# Riverside (Comtat de Suffolk)
Riverside és una població del Comtat de Suffolk (Nova York) als Estats Units d'Amèrica.

## Demografia
Segons el cens dels Estats Units del 2000 Riverside tenia 2.875 habitants., 846 habitatges, i 485 famílies. La densitat de població era de 217,7 habitants per km².
Dels 846 habitatges en un 20,6% hi vivien nens de menys de 18 anys, en un 36,8% hi vivien parelles casades, en un 16,7% dones solteres, i en un 42,6% no eren unitats familiars. En el 36,5% dels habitatges hi vivien persones soles el 22% de les quals corresponia a persones de 65 anys o més que vivien soles. El nombre mitjà de persones vivint en cada habitatge era de 2,25 i el nombre mitjà de persones que vivien en cada família era de 2,9.
Per edats la població es repartia de la següent manera: un 14,5% tenia menys de 18 anys, un 13% entre 18 i 24, un 36,3% entre 25 i 44, un 18,3% de 45 a 60 i un 17,8% 65 anys o més.
L'edat mediana era de 37 anys. Per cada 100 dones de 18 o més anys hi havia 151,2 homes.
La renda mediana per habitatge era de 28.208 $ i la renda mediana per família de 35.724 $. Els homes tenien una renda mediana de 27.857 $ mentre que les dones 28.103 $. La renda per capita de la població era de 13.428 $. Entorn del 20% de les famílies i el 21% de la població estaven per davall del llindar de pobresa.

## Poblacions properes
El següent diagrama mostra les poblacions més properes.